# KIR2DS4
KIR2DS4 (англ. Killer cell immunoglobulin like receptor, two Ig domains and short cytoplasmic tail 4) – білок, який кодується однойменним геном, розташованим у людей на короткому плечі 19-ї хромосоми. Довжина поліпептидного ланцюга білка становить 304 амінокислот, а молекулярна маса — 33 583.
| 10         |  | 20         |  | 30         |  | 40         |  | 50         |
| ---------- |  | ---------- |  | ---------- |  | ---------- |  | ---------- |
| MSLMVIIMAC |  | VGFFLLQGAW |  | PQEGVHRKPS |  | FLALPGHLVK |  | SEETVILQCW |
| SDVMFEHFLL |  | HREGKFNNTL |  | HLIGEHHDGV |  | SKANFSIGPM |  | MPVLAGTYRC |
| YGSVPHSPYQ |  | LSAPSDPLDM |  | VIIGLYEKPS |  | LSAQPGPTVQ |  | AGENVTLSCS |
| SRSSYDMYHL |  | SREGEAHERR |  | LPAVRSINGT |  | FQADFPLGPA |  | THGGTYRCFG |
| SFRDAPYEWS |  | NSSDPLLVSV |  | TGNPSNSWPS |  | PTEPSSKTGN |  | PRHLHVLIGT |
| SVVKIPFTIL |  | LFFLLHRWCS |  | DKKNAAVMDQ |  | EPAGNRTVNS |  | EDSDEQDHQE |
| VSYA       |  |            |  |            |  |            |  |            |

A: Аланін

C: Цистеїн

D: Аспарагінова кислота

E: Глутамінова кислота

F: Фенілаланін

G: Гліцин

H: Гістидин

I: Ізолейцин

K: Лізин

L: Лейцин

M: Метіонін

N: Аспарагін

P: Пролін

Q: Глутамін

R: Аргінін

S: Серин

T: Треонін

V: Валін

W: Триптофан

Кодований геном білок за функцією належить до рецепторів. 
Локалізований у клітинній мембрані, мембрані.